# Armthorpe Welfare F.C.
Armthorpe Welfare F.C. là một câu lạc bộ bóng đá Anh đến từ Armthorpe, South Yorkshire. Hiện tại đội bóng đang thi đấu ở Northern Counties East League Premier Division, nằm ở Cấp độ 9 trong Hệ thống các giải bóng đá ở Anh.

## Lịch sử
Câu lạc bộ được thành lập năm 1926 và ban đầu tham dự các giải đấu địa phương trong và xung quanh vùng Doncaster. Lần đầu họ tham dự FA Cup là năm 1936, và tham dự FA Amateur Cup trong một vài năm sau Thế chiến thứ II. Câu lạc bộ giải thể năm 1975 trước khi tái lập hai năm sau đó và gia nhập Doncaster & District Senior League. Năm 1982, họ giành quyền thăng hạng từ Division Two lên Division One, và từ Division One lên Premier Division năm 1982. Trong mùa giải đầu tiên ở Premier Division, Welfare đã giành chức vô địch.
Sau khi vô địch danh hiệu ở giải Doncaster, Welfare gia nhập Northern Counties East Football League (NCEL), vào Division Two North. Họ tiếp tục thăng hạng 2 lần liên tiếp để lên chơi ở NCEL Premier Division năm 1985, và ở lại cấp độ đó cho đến ngày nay. Vị thứ cao nhất của đội bóng là ở năm 1988, khi là á quân của giải.
Welfare đoạt vị á quân ở NCEL League Cup 3 lần. Mặc dù Armthorpe nằm ở South Yorkshire, câu lạc bộ vẫn là thành viên của West Riding County FA, và năm 1997 họ vào chung kết West Riding County Cup, bị đánh bại bởi Farsley Celtic.

### Kỉ lục theo mùa giải
| Mùa giải | Hạng đấu                                            | Cấp độ                                    | Vị thứ                                    | FA Cup                                    | FA Amateur Cup                            | FA Vase                                   |                                           |
| -------- | --------------------------------------------------- | ----------------------------------------- | ----------------------------------------- | ----------------------------------------- | ----------------------------------------- | ----------------------------------------- | ----------------------------------------- |
| 1934–35  | Doncaster Red Triangle League                       | -                                         |                                           | –                                         | –                                         | –                                         |                                           |
| 1935–36  | Sheffield Association League                        | -                                         | 3rd/12                                    | –                                         | –                                         | –                                         |                                           |
| 1936–37  | Sheffield Association League                        | -                                         | 14th/15                                   | Vòng Tiền sơ loại                         | –                                         | –                                         |                                           |
| 1937–38  | Sheffield Association League                        | -                                         | 8th/17                                    | Vòng Sơ loại                              | –                                         | –                                         |                                           |
| 1938–39  | Sheffield Association League                        | -                                         |                                           | Vòng Tiền sơ loại                         | –                                         | –                                         |                                           |
| 1939–40  | Sheffield Association League                        | -                                         |                                           | -                                         | –                                         | –                                         |                                           |
| 1940–41  | Sheffield Association League                        | -                                         |                                           | -                                         | –                                         | –                                         |                                           |
|          |                                                     |                                           |                                           |                                           |                                           |                                           |                                           |
| 1947–48  | Sheffield Association League                        | -                                         |                                           | Vòng Sơ loại                              | –                                         | –                                         |                                           |
| 1948–49  | Sheffield Association League                        | -                                         |                                           | Vòng Tiền sơ loại                         | –                                         | –                                         |                                           |
| 1949–50  | Sheffield Association League                        | -                                         |                                           | Vòng Tiền sơ loại                         | –                                         | –                                         |                                           |
| 1950–51  | Doncaster & District Senior League Division 2       | -                                         |                                           | Vòng Tiền sơ loại                         | –                                         | –                                         |                                           |
| 1951–52  | Doncaster & District Senior League Division 1       | -                                         |                                           | –                                         | –                                         | –                                         |                                           |
| 1952–53  | Doncaster & District Senior League Division 1       | -                                         |                                           | –                                         | –                                         | –                                         |                                           |
| 1953–54  | Doncaster & District Senior League Division 2       | -                                         | 1st/12                                    | –                                         | –                                         | –                                         |                                           |
| 1954–55  | Doncaster & District Senior League Division 1       | -                                         | 1st/15                                    | –                                         | Extra Preliminary Round                   | –                                         |                                           |
| 1955–56  | Doncaster & District Senior League Division 1       | -                                         |                                           | –                                         | 3rd Qualifying Round                      | –                                         |                                           |
| 1956–57  | Doncaster & District Senior League Division 1       | -                                         | 1st                                       | –                                         | Preliminary Round                         | –                                         |                                           |
| 1957–58  | Doncaster & District Senior League Division 1       | -                                         | 1st                                       | –                                         | 4th Qualifying Round                      | –                                         |                                           |
| 1958–59  | Doncaster & District Senior League Division 1       | -                                         | 2nd/13                                    | –                                         | 1st Qualifying Round                      | –                                         |                                           |
| 1959–60  | Doncaster & District Senior League Division 1       | -                                         | 7th/13                                    | –                                         | 1st Qualifying Round                      | –                                         |                                           |
| 1960–61  | Doncaster & District Senior League Division 1       | -                                         | 1st/12                                    | –                                         | 4th Qualifying Round                      | –                                         |                                           |
| 1961–62  | Doncaster & District Senior League Division 1       | -                                         | 1st/12                                    | –                                         | –                                         | –                                         |                                           |
| 1962–63  | Doncaster & District Senior League Division 1       | -                                         |                                           | –                                         | –                                         | –                                         |                                           |
| 1963–64  | Doncaster & District Senior League Division 1       | -                                         | 3rd/12                                    | –                                         | –                                         | –                                         |                                           |
| 1964–65  | Doncaster & District Senior League Division 1       | -                                         | 1st/12                                    | –                                         | –                                         | –                                         |                                           |
| 1965–66  | Doncaster & District Senior League Division 1       | -                                         | 3rd/12                                    | –                                         | –                                         | –                                         |                                           |
| 1966–67  | Doncaster & District Senior League Premier Division | -                                         | 11th/15                                   | –                                         | –                                         | –                                         |                                           |
| 1967–68  | Doncaster & District Senior League Division 1       | -                                         | 11th/12                                   | –                                         | –                                         | –                                         |                                           |
| 1968–69  | Doncaster & District Senior League Division 1       | -                                         |                                           | –                                         | –                                         | –                                         |                                           |
| 1969–70  | Doncaster & District Senior League Division 1       | -                                         |                                           | –                                         | –                                         | –                                         |                                           |
| 1970–71  | Doncaster & District Senior League Division 2       | -                                         |                                           | –                                         | –                                         | –                                         |                                           |
| 1971–72  | Doncaster & District Senior League Division 2       | -                                         |                                           | –                                         | –                                         | –                                         |                                           |
| 1972–73  | Doncaster & District Senior League Division 2       | -                                         |                                           | –                                         | –                                         | –                                         |                                           |
| 1973–74  | Doncaster & District Senior League Division 3       | -                                         |                                           | –                                         | –                                         | –                                         |                                           |
| 1974–75  | Doncaster & District Senior League Division 3       | -                                         |                                           | –                                         | –                                         | –                                         |                                           |
| 1975–76  | Club dissolved (1975) and reformed (1976)           | Club dissolved (1975) and reformed (1976) | Club dissolved (1975) and reformed (1976) | Club dissolved (1975) and reformed (1976) | Club dissolved (1975) and reformed (1976) | Club dissolved (1975) and reformed (1976) | Club dissolved (1975) and reformed (1976) |
| 1976–77  | Doncaster & District Senior League Division 3       | -                                         |                                           | –                                         | –                                         | –                                         |                                           |
| 1977–78  | Doncaster & District Senior League Division 3       | -                                         | 1st/14                                    | –                                         | –                                         | –                                         |                                           |
| 1978–79  | Doncaster & District Senior League Division 2       | -                                         |                                           | –                                         | –                                         | –                                         |                                           |
| 1979–80  | Doncaster & District Senior League Division 1       | -                                         |                                           | –                                         | –                                         | –                                         |                                           |
| 1980–81  | Doncaster & District Senior League Division 1       | -                                         | 3rd/16                                    | –                                         | –                                         | –                                         |                                           |
| 1981–82  | Doncaster & District Senior League Division 1       | -                                         | 1st/14                                    | –                                         | –                                         | –                                         |                                           |
| 1982–83  | Doncaster & District Senior League Premier Division | -                                         | 1st/14                                    | –                                         | –                                         | –                                         |                                           |
| 1983–84  | Northern Counties East League Division 2 North      | -                                         | 2nd/14                                    | –                                         | –                                         | –                                         |                                           |
| 1984–85  | Northern Counties East League Division 1 Central    | -                                         | 1st/16                                    | –                                         | –                                         | 3rd Round                                 |                                           |
| 1985–86  | Northern Counties East League Premier Division      | -                                         | 13th/20                                   | 1st Qualifying Round                      | –                                         | 1st Round                                 |                                           |
| 1986–87  | Northern Counties East League Premier Division      | -                                         | 12th/19                                   | 3rd Qualifying Round                      | –                                         | 1st Round                                 |                                           |
| 1987–88  | Northern Counties East League Premier Division      | -                                         | 2nd/17                                    | Preliminary Round                         | –                                         | 1st Round                                 |                                           |
| 1988–89  | Northern Counties East League Premier Division      | -                                         | 11th/17                                   | 1st Qualifying Round                      | –                                         | Preliminary Round                         |                                           |
| 1989–90  | Northern Counties East League Premier Division      | -                                         | 7th/18                                    | Preliminary Round                         | –                                         | Preliminary Round                         |                                           |
| 1990–91  | Northern Counties East League Premier Division      | -                                         | 9th/16                                    | 1st Qualifying Round                      | –                                         | 1st Round                                 |                                           |
| 1991–92  | Northern Counties East League Premier Division      | -                                         | 13th/19                                   | 2nd Qualifying Round                      | –                                         | 1st Round                                 |                                           |
| 1992–93  | Northern Counties East League Premier Division      | -                                         | 19th/20                                   | 1st Qualifying Round                      | –                                         | 1st Round                                 |                                           |
| 1993–94  | Northern Counties East League Premier Division      | -                                         | 10th/20                                   | Preliminary Round                         | –                                         | 1st Round                                 |                                           |
| 1994–95  | Northern Counties East League Premier Division      | -                                         | 8th/20                                    | Preliminary Round                         | –                                         | Preliminary Round                         |                                           |
| 1995–96  | Northern Counties East League Premier Division      | -                                         | 11th/20                                   | Preliminary Round                         | –                                         | 2nd Qualifying Round                      |                                           |
| 1996–97  | Northern Counties East League Premier Division      | -                                         | 12th/20                                   | Preliminary Round                         | –                                         | 2nd Qualifying Round                      |                                           |
| 1997–98  | Northern Counties East League Premier Division      | -                                         | 9th/20                                    | Preliminary Round                         | –                                         | 2nd Round                                 |                                           |
| 1998–99  | Northern Counties East League Premier Division      | -                                         | 13th/20                                   | 1st Qualifying Round                      | –                                         | 2nd Qualifying Round                      |                                           |
| 1999–00  | Northern Counties East League Premier Division      | -                                         | 11th/20                                   | 1st Qualifying Round                      | –                                         | 1st Round                                 |                                           |
| 2000–01  | Northern Counties East League Premier Division      | -                                         | 19th/20                                   | Extra Preliminary Round                   | –                                         | 2nd Qualifying Round                      |                                           |
| 2001–02  | Northern Counties East League Premier Division      | -                                         | 6th/20                                    | Preliminary Round                         | –                                         | 1st Qualifying Round                      |                                           |
| 2002–03  | Northern Counties East League Premier Division      | -                                         | 18th/20                                   | Extra Preliminary Round                   | –                                         | 1st Round                                 |                                           |
| 2003–04  | Northern Counties East League Premier Division      | -                                         | 14th/20                                   | 1st Qualifying Round                      | –                                         | 1st Qualifying Round                      |                                           |
| 2004–05  | Northern Counties East League Premier Division      | 9                                         | 18th/20                                   | 1st Qualifying Round                      | –                                         | 2nd Qualifying Round                      |                                           |
| 2005–06  | Northern Counties East League Premier Division      | 9                                         | 10th/20                                   | 2nd Qualifying Round                      | –                                         | 1st Round                                 |                                           |
| 2006–07  | Northern Counties East League Premier Division      | 9                                         | 13th/20                                   | 1st Qualifying Round                      | –                                         | 1st Qualifying Round                      |                                           |
| 2007–08  | Northern Counties East League Premier Division      | 9                                         | 9th/20                                    | Extra Preliminary Round                   | –                                         | 1st Round                                 |                                           |
| 2008–09  | Northern Counties East League Premier Division      | 9                                         | 15th/20                                   | Preliminary Round                         | –                                         | 2nd Qualifying Round                      |                                           |
| 2009–10  | Northern Counties East League Premier Division      | 9                                         | 3rd/20                                    | Extra Preliminary Round                   | –                                         | 4th Round                                 |                                           |
| 2010–11  | Northern Counties East League Premier Division      | 9                                         | 13th/20                                   | Preliminary Round                         | –                                         | 2nd Round                                 |                                           |
| 2011–12  | Northern Counties East League Premier Division      | 9                                         | 13th/20                                   | 1st Qualifying Round                      | –                                         | 3rd Round                                 |                                           |
| 2012–13  | Northern Counties East League Premier Division      | 9                                         | 20th/22                                   | Extra Preliminary Round                   | –                                         | 2nd Round                                 |                                           |
| 2013–14  | Northern Counties East League Premier Division      | 9                                         | 18th/23                                   | Extra Preliminary Round                   | –                                         | 2nd Round                                 |                                           |
| 2014–15  | Northern Counties East League Premier Division      | 9                                         | 17th/21                                   | Preliminary Round                         | –                                         | 2nd Qualifying Round                      |                                           |
| 2015–16  | Northern Counties East League Premier Division      | 9                                         | 19th/22                                   | Vòng loại 2                               | –                                         | Vòng 1                                    |                                           |
| 2016–17  | Northern Counties East League Premier Division      | 9                                         | TBD                                       | TBD                                       | –                                         | TBD                                       |                                           |
| Mùa giải | Hạng đấu                                            | Cấp độ                                    | Vị thứ                                    | FA Cup                                    | FA Amateur Cup                            | FA Vase                                   |                                           |

### Cựu cầu thủ đáng chú ý
Cầu thủ từng chơi tại Football League trước hoặc sau khi chơi cho Armthorpe Welfare –
| - Stacy Coldicott - Colin Douglas - Paul Edmunds - Leo Fortune-West | - Willie Gamble - Steven Gaughan - Joe Hilton - Gary Jones | - Darren Mansaram - Clint Marcelle - Ben Muirhead - Andy Pettinger | - Michael Rankine - Jammal Shahin - David Soames |

## Sân vận động
Câu lạc bộ chơi trên sân nhà Welfare Ground, ở Church Street, Armthorpe, DN3 3AG.

### Thư viện ảnh
Một loạt bức ảnh được chụp trong trận Armthorpe Welfare FC v Glapwell FC, 11 tháng 2 năm 2006.

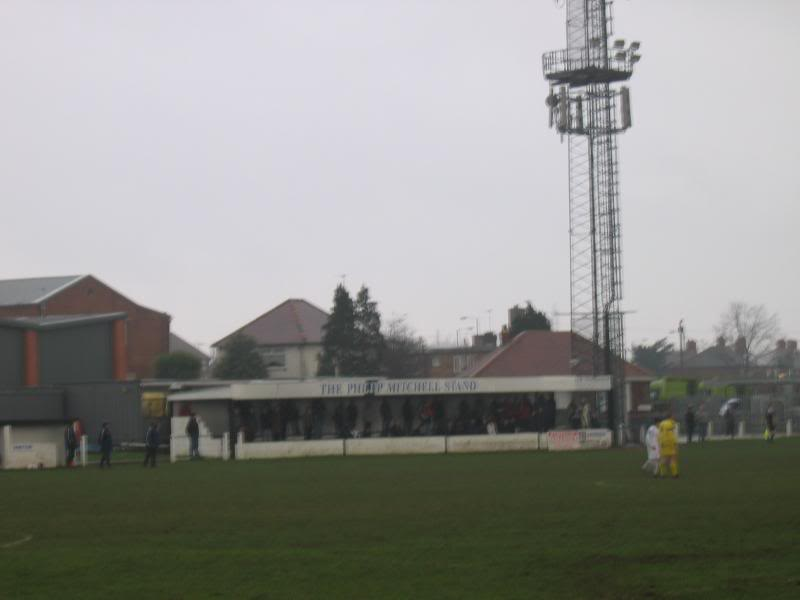
The Philip Mitchell Stand.
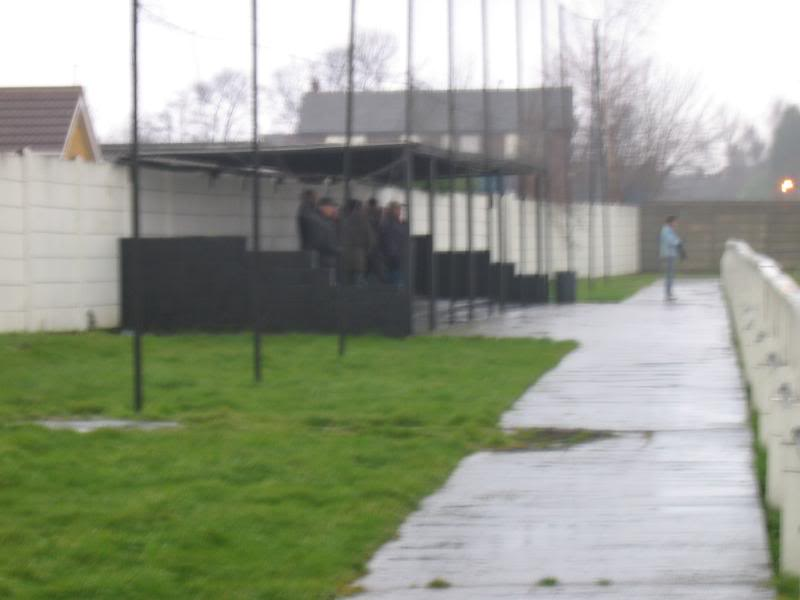
Park Close covered terracing, capacity: 200.
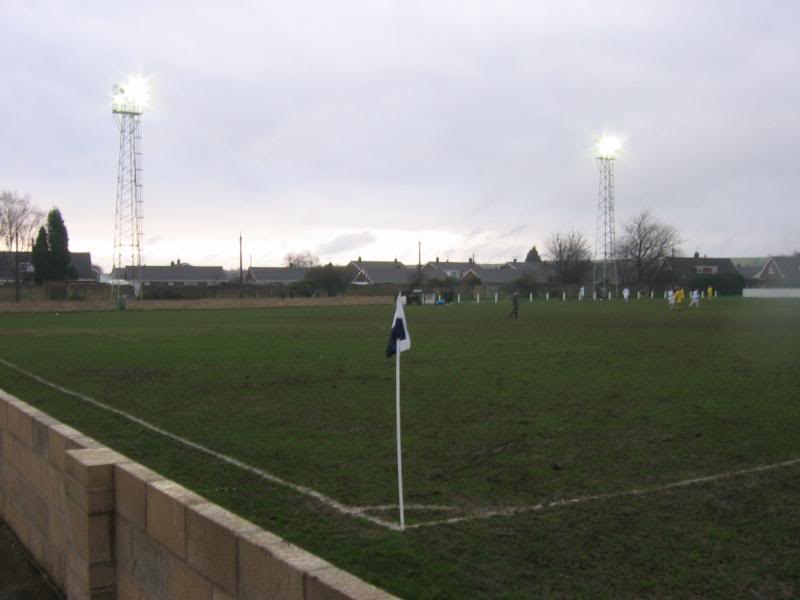
Southfield Road side and dugouts.
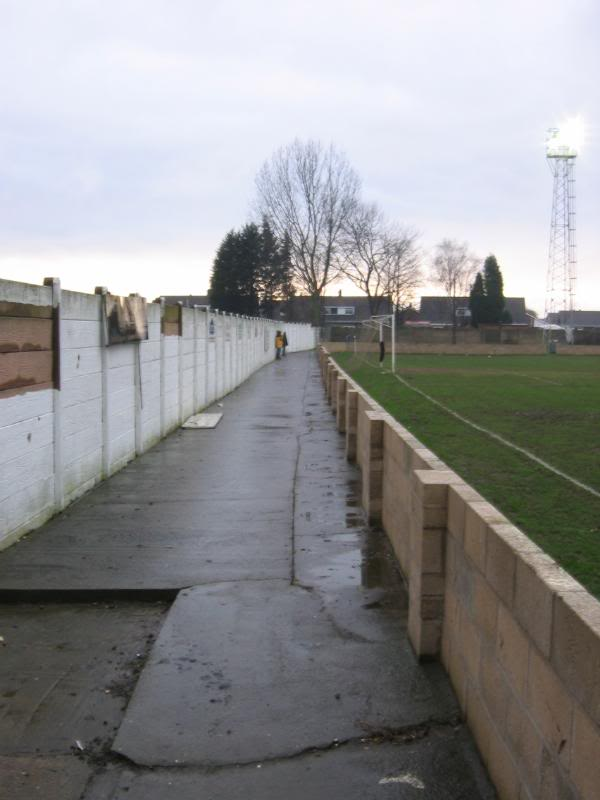
Park End.

## Danh hiệu
| - Northern Counties East League Premier Division - Á quân: 1987–88 - Northern Counties East League Division One Central - Thăng hạng: 1984–85 (Vô địch) - Northern Counties East League Division Two North - Vô địch: 1983–84 - Doncaster & District Senior League Premier Division - Vô địch: 1982–83 - Doncaster & District Senior League Division One - Thăng hạng: 1981–82 (Vô địch) - Doncaster & District Senior League Division Two - Thăng hạng: 1979–80 (Vô địch) - Doncaster & District Senior League Division Three - Thăng hạng: 1978–79 (Vô địch) | - West Riding County Cup - Á quân: 1996–97 - Northern Counties East League Cup - Á quân: 1991–92, 2001–02, 2009–10 - Northern Counties East League Presidents Cup - Á quân: 2007–08 - West Riding Challenge Cup - Vô địch: 1981–82, 1982–83 - Doncaster & District Senior League Cup - Vô địch: 1979–80, 1980–81, 1981–82, 1982–83 - Goole & Thorne FA Challenge Cup - Vô địch: 1982–83 |

## Kỉ lục
- Thành tích tốt nhất cấp Mùa giải: thứ 2 ở Northern Counties East League Premier Division, 1987–88
- Thành tích tốt nhất ở FA Cup: Vòng loại 3, 1986–87
- Thành tích tốt nhất ở FA Amateur Cup: Vòng loại 4, 1957–58
- Thành tích tốt nhất ở FA Vase: Vòng 4, 2009–10
- Kỉ lục khán giả đến xem: 2,000 đấu với Doncaster Rovers, giao hữu trước mùa giải, 1985–86[1]